# 卡夫省
卡夫省 （羅馬化：Wilāyat el-Kāf 發音：[lke̞ːf]）是突尼西亞西北部的一個省，西鄰阿爾及利亞。面積4,965平方公里，2004年人口258,790人。 首府卡夫。下分十一縣。